# Тужилков, Сергей Васильевич
Сергей Васильевич Тужилков (22 сентября 1919, Будьково, Ярославская губерния — 25 января 1982, Москва) — штурман 189-го гвардейского штурмового авиационного полка, гвардии старший лейтенант. Герой Советского Союза.

## Биография
Родился 22 сентября 1919 года в деревне Будьково (ныне — Угличского района Ярославской области) в семье служащего. Русский. С 1928 года жил в Москве. Окончил школу ФЗУ и аэроклуб. Работал токарем на заводе.
В армии с 1939 года. В 1939 году окончил Борисоглебскую военную авиационную школу лётчиков. Служил в строевых частях ВВС.
Участник Великой Отечественной войны с июня 1941 года. В небе Ленинграда совершил 6 боевых вылетов как лётчик-истребитель, сбил 4 самолёта противника в составе группы.
Осенью 1941 года был переведён на должность командира звена 65-го штурмового авиационного полка, который дислоцировался на Центральном аэродроме в Москве. Участвовал в обороне Москвы, произвёл 40 боевых вылетов. Уничтожил переправу противника на реке Протва и скопившиеся у неё войска, нанёс успешный штурмовой удар по колонне танков и бензоцистерн на Рогачёвском шоссе, разгромил фашистский штаб в селе Высокиничи близ Серпухова, аэродром в Верее и колонну из 200 автомашин на шоссе между Клином и Солнечногорском, провёл разведку расположения войск противника в районе Гжатска с ударом по эшелонам, скопившимся на станции.
После тяжёлого ранения возвратился в часть. В конце 1942 года сражался на Кубани, затем в Белоруссии и Польше. Летом 1944 года окончил Высшие офицерские курсы штурманов ВВС, был назначен штурманом 189-го гвардейского штурмового авиационного полка.
К марту 1945 года совершил 110 боевых вылетов на штурмовку скоплений войск противника. В результате его ударов было уничтожено 12 танков, 11 артиллерийских батарей, 48 автомашин и 67 повозок с грузом, 9 орудий, несколько складов, десятки железнодорожных вагонов, цистерны с горючим, аэродромы и переправы, 280 солдат и офицеров врага.
За мужество и героизм, проявленные в боях, гвардии старшему лейтенанту Тужилкову Сергею Васильевичу Указом Президиума Верховного Совета СССР от 18 августа 1945 года присвоено звание Героя Советского Союза с вручением ордена Ленина и медали «Золотая Звезда».
После войны продолжал службу в строевых частях ВВС. С 1955 года майор С. В. Тужилков — в запасе.
Жил в Москве. Работал в Московском авиационном институте. Умер 25 января 1982 года. Похоронен в закрытом колумбарии Ваганьковского кладбища в Москве.

## Награды
- Орден Ленина (10.5.1942)[2],
- Орден Красного Знамени (5.4.1943[3], 6.7.1944[4]),
- Орден Отечественной войны 1-й степени (23.01.1945)[5],
- Медаль «Золотая Звезда» Героя Советского Союза и орден Ленина (18.8.1945)[6],
- Красной Звезды (13.6.1952)[7],
- медали, в том числе:
  - «За оборону Москвы» (1.5.1944)[7]
  - «За оборону Кавказа» (1.5.1944)[5][7]
  - «За победу над Германией» (9.5.1945)[7]
  - «За взятие Кёнигсберга» (9.6.1945)[7]
  - «За боевые заслуги» (20.6.1949)[7]
- польский орден и серебряная медаль.